# 奈良国立博物馆
奈良国立博物館（日语：／ Nara Kokuritsu Hakubutsukan），是日本的一座博物館，坐落在奈良縣奈良市登大路，由独立行政法人国立文化遗产机构負責运营。

## 簡介
奈良國立博物館是一座以主要展出佛教藝術品的博物館。除了收集，保管以及研究等博物館相關的工作之外，還承接演講、出版會等相關工作。其主體結構分為本館（主展覽館）、本館附屬館、東新館、西新館以及地下回廊。其中本館是根據宮廷建築師片山東熊於1894年（明治27年）設計的赤坂離宮為藍本建造的。館內除了展出一般的藝術品之外，還常為奈良縣各個寺院託管珍貴物品。每年秋天，還會定期舉辦“正倉院展”。
1980年，博物館內新建了佛教美術資料研究中心，負責分管佛教藝術相關資料的創作、収集、整理以及保存。每週三，週五還會向公眾開放。1902年（明治35年）竣工，由關野貞設計的旧奈良縣物産陳列所館，與1983年併入奈良國立博物館。

## 歷史沿革

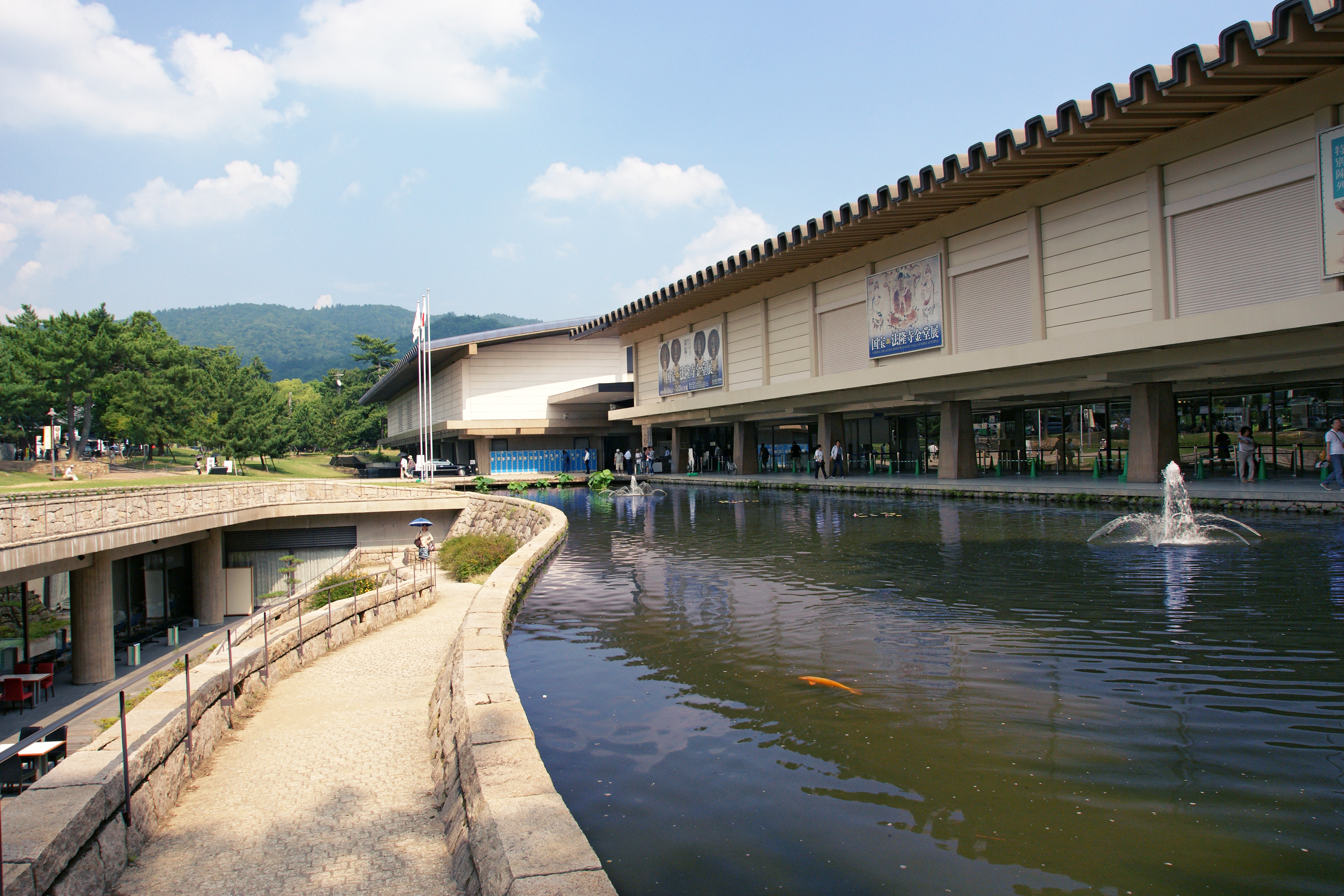
新館、水庭以及地下迴廊

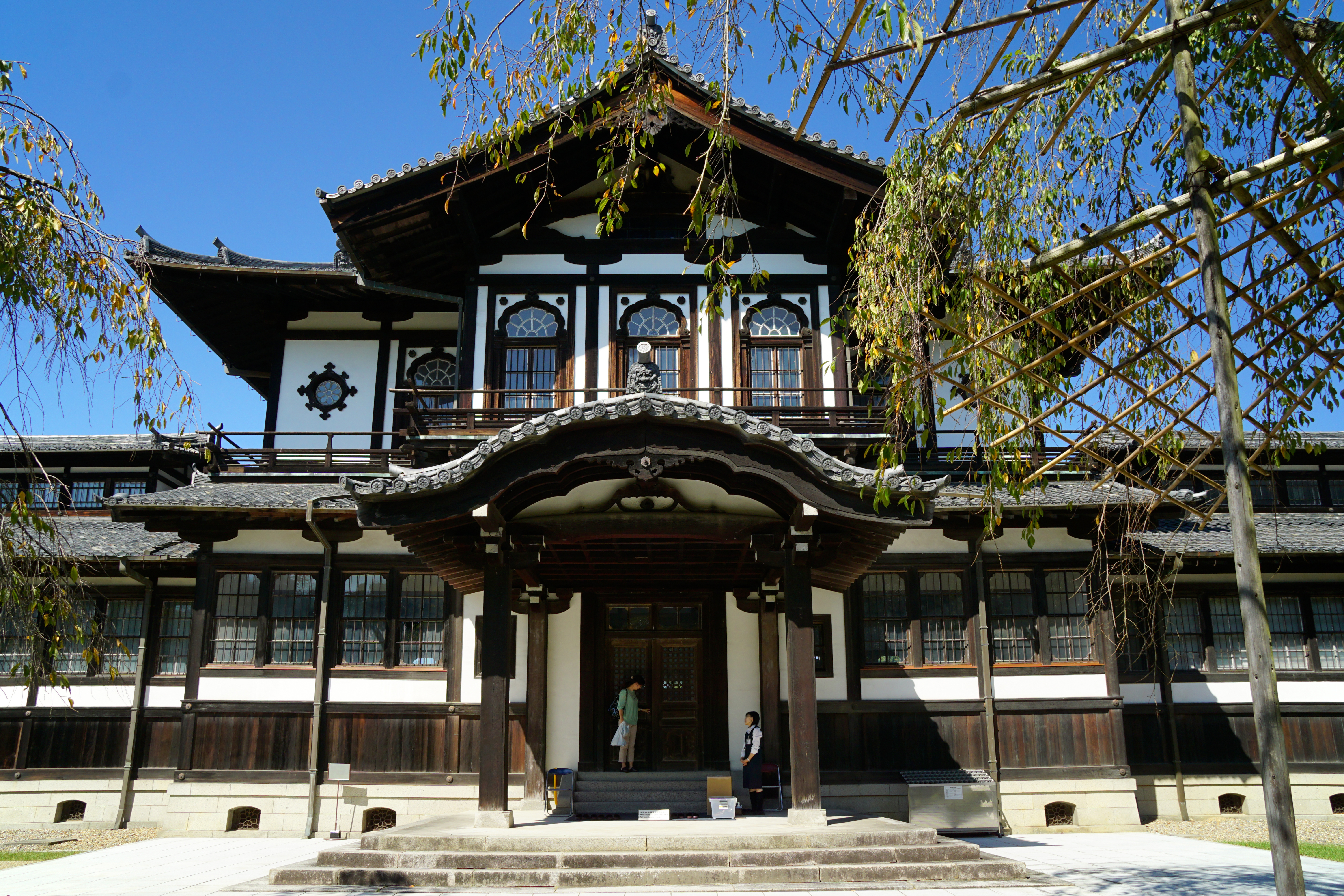
佛教美術資料研究中心

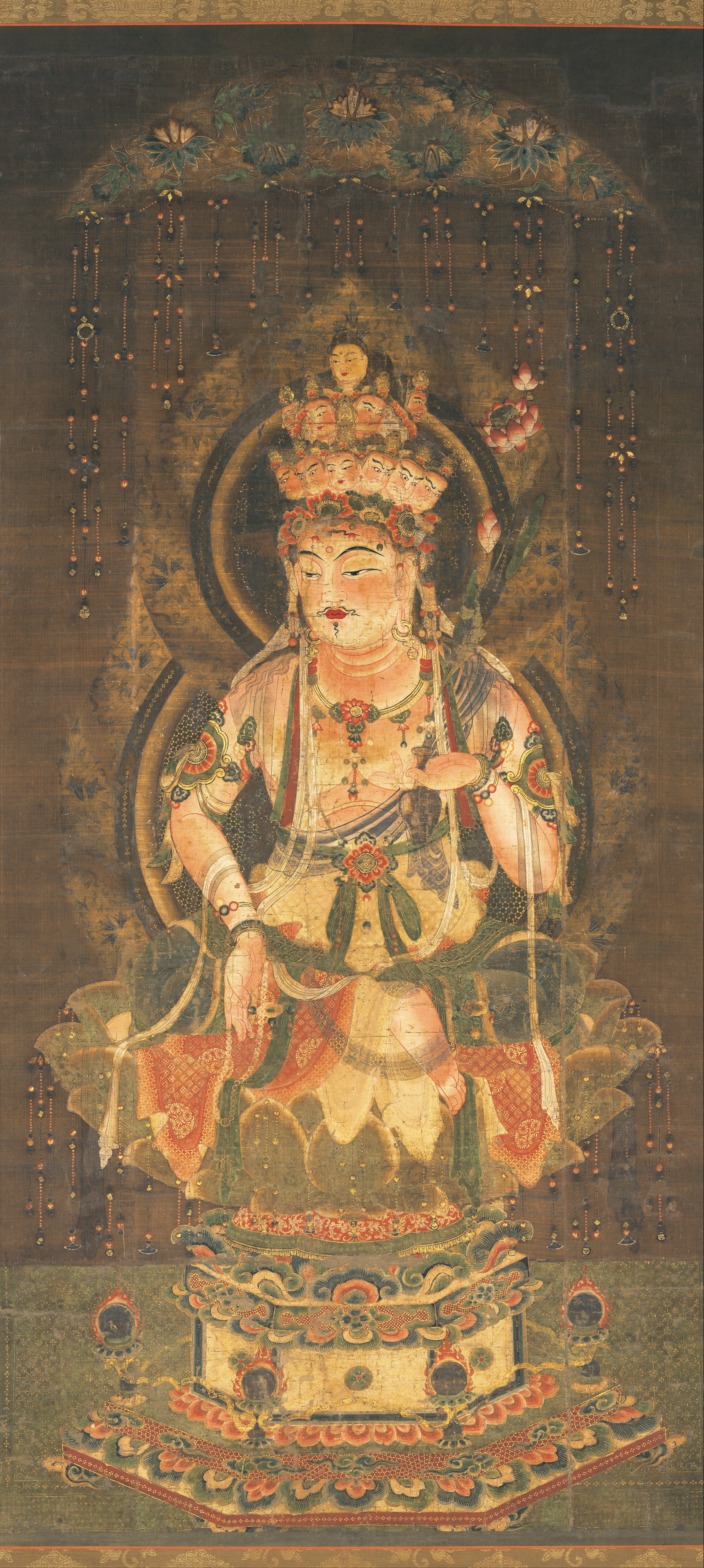
十一面觀音像（國寶）

該館於1895年（明治28年）竣工，當時的命名為“帝国奈良博物館”，其建立與奈良博覽會息息相關。1874年（明治7年），当時的奈良縣縣令藤井千尋力主當地官民共同創辦奈良博覽公司，翌年就舉辦了第一屆奈良博覽會。該次展會在東大寺的大佛寶殿和四周的迴廊進行，展品以正倉院提供的寶物為主，加上其他寺院和個人展出的書畫、古器物、動植物標本和各類機械裝置。根據史料記載，該會展盛況空前，為期80天的展覽會，到會的人數有17萬人之多。此後每一年（除了1877年），直至1890年（明治23年）當地均有舉辦奈良博覽會，前後一共舉辦了15屆。
當時，在東京上野也有一座歸宮內省管轄的博物館，即如今的東京国立博物館前身。1889年（明治22年）宮内大臣命令將該座位於東京的博物館改名為“帝國博物館”，並決定在東京和奈良都建造一座帝國博物館。於是從1892年（明治25年），選址在當時的興福寺開始興建這座博物館。1894年本館建造完畢、並於翌年開館迎客。1900年（明治33年）改名為“奈良帝室博物館”，該名稱一直使用到1947年（昭和22年）。
1947年，日本公佈新的憲法，博物館由文部省接管，並改名為“國立博物館奈良分館”，1952年（昭和27年）才開始使用“奈良國立博物館”這個名稱。1950年主管的機構是當時的文化遺產保護委員会，1968年交由日本文化廳，2001年由独立行政法人国立博物館接手，2007年（平成19年）起至今歸國立文化遺產機構管理。
這期間，1973年，由吉村順三設計的新館落成，並與新館揭牌正倉院展。新館和本館之間有一條地下通道相連，1997年同樣是吉村順三負責設計的東館也正式落成，之前的新館改名為“西新館”。東館和西新館的設計風格頗為統一，意在呈現一個和諧的景觀設計。同時在兩個新館的中間建造了入口大廳，原來的地下通道改稱為“地下迴廊”，迴廊裡設置一些博物館商店，休息室，簡單的指示牌等等，還有一些介紹佛像構造和手印的免費手冊。此外，兩個新館都只有二樓才是展覽室。
日本哲學家及思想家和辻哲郎的“古寺巡禮（1919年）”曾經在當時的奈良帝室博物館的舉辦。當時的館內還藏有法隆寺的百濟觀音像和興福寺的阿修羅像等美術史上非常著名的作品。根據小島貞一所著《致奈良帝室博物館參觀者》（1925年）和安藤更生的《美術史上的奈良博物館》（1929年）所記載，當時的博物館有眾多寺院委託保管的文物珍寶，有興福寺的八部衆像、十大弟子像、無著・世親像、北円堂四天王像、金剛力士像、天燈鬼・龍燈鬼像，以及法輪寺的虚空藏菩薩立像、大安寺的楊柳觀音立像、秋篠寺的伎芸天立像、橘寺的日羅立像、海龍王寺的五重小塔以及元興寺（極樂坊）的五重小塔等等。第二次世界大戰後，各地的寺院均建造了鋼筋混凝土結構的收藏庫，於是館內託管的不少珍品也悉數歸還給了原來的寺院。。
1922年12月18日，造訪日本的物理學家阿爾伯特·愛因斯坦（Albert Einstein）曾經蒞臨參觀，並在當時的日記裡表示對日本的文化藝術留下了深刻的印象。

## 保存的國寶列表
以下為獨立行政法人的國立文化遺產機構所有、奈良國立博物館代為保管的日本國寶列表：
- 絹本著色十一面觀音像（井上馨、益田孝蔵）
- 紙本著色地獄草紙（日语：地獄草紙）
- 紙本著色辟邪繪
- 紙本墨画淡彩山水圖（傳周文畫）
- 木造藥師如来坐像（京都・若王子神社旧蔵）
- 牛皮華鬘（東寺旧蔵）
- 刺繡釋迦如来說法圖（京都・勸修寺旧蔵）
- 蓮唐草蒔繪經箱（福井・神宮寺旧蔵）
- 金剛般若經開題残巻（弘法大師筆）
- 紫紙金字金光明最勝王經（廣島・西國寺旧蔵）
- 日本書紀　卷第十残卷（田中本）
- 傳教大師筆尺牘（久隔帖）最澄筆（弘仁四年十一月廿五日[註 1]）
- 越中国射水郡鳴戶村墾田圖（天平宝字三年十一月十四日[註 2]）

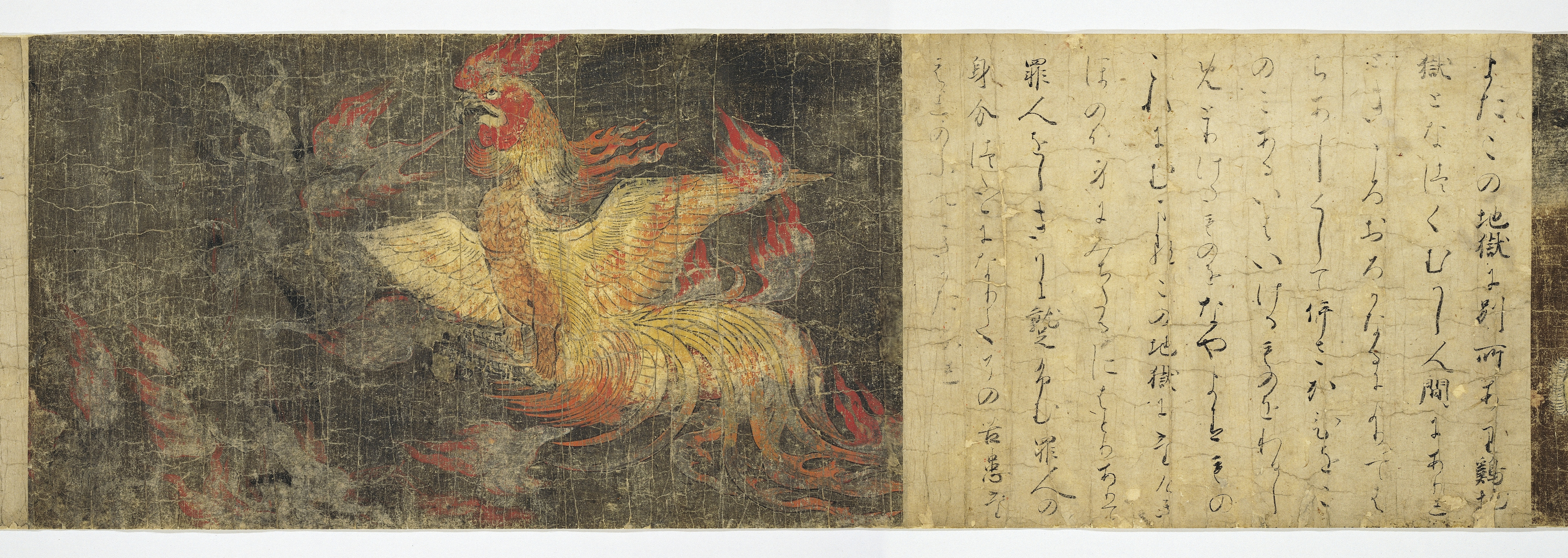
地獄草紙部分（鶏地獄）
地獄草紙部分（鉄磑所）
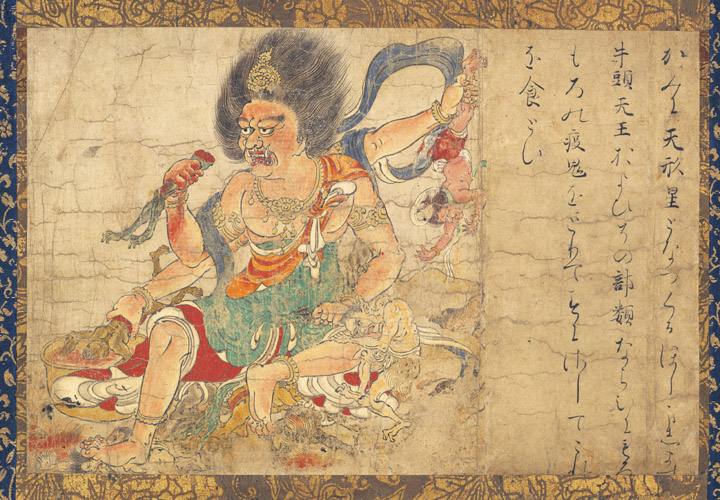
辟邪繪部分（天刑星）
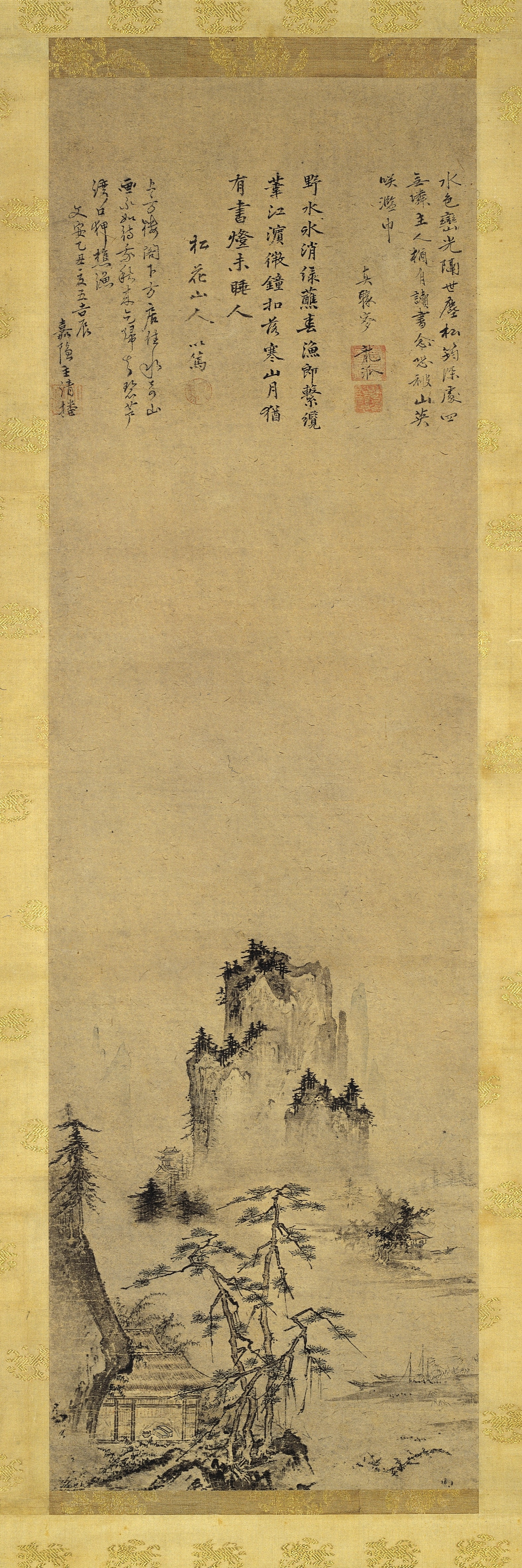
山水圖（水色巒光圖）
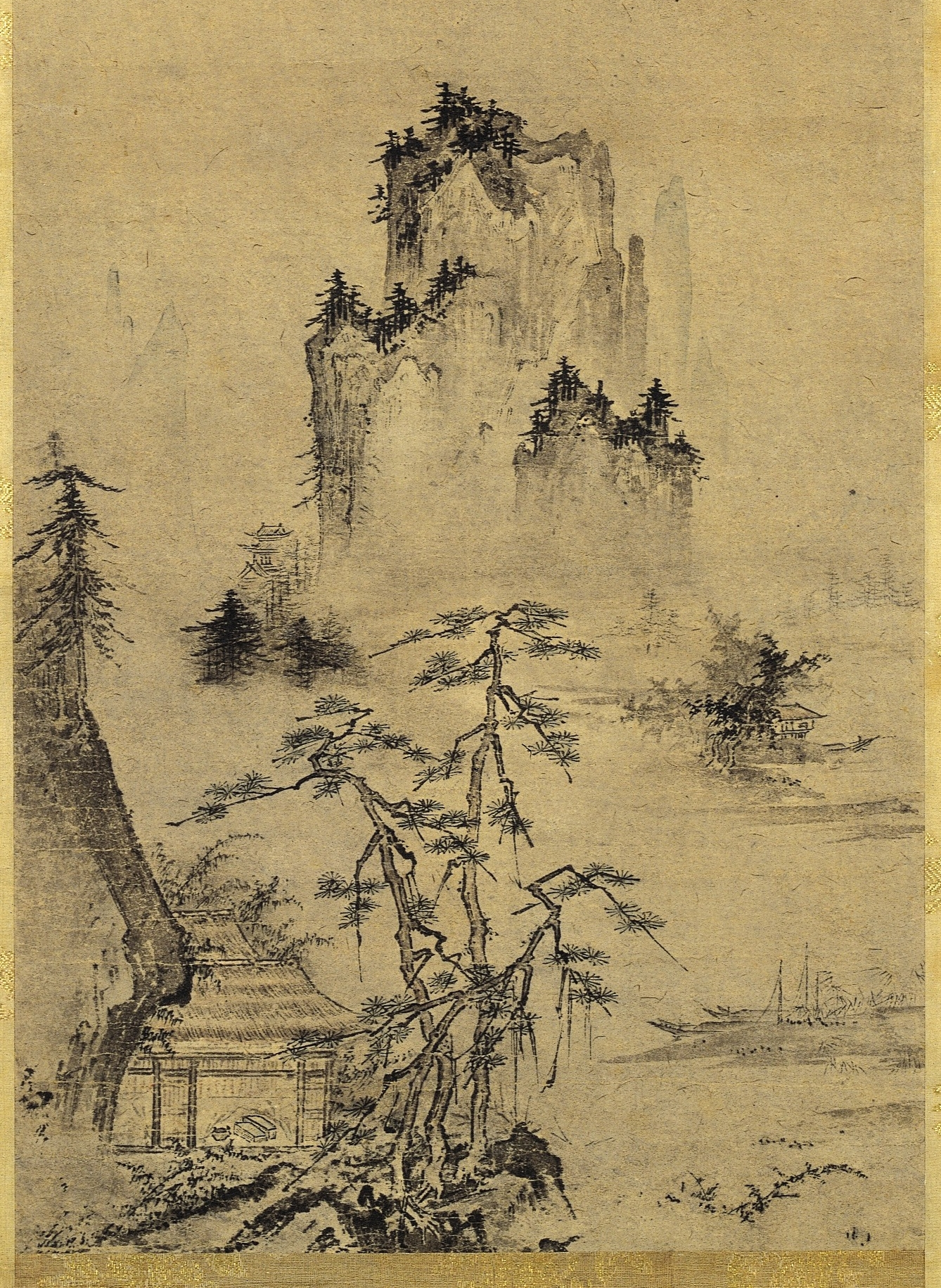
山水圖（水色巒光圖、部分）
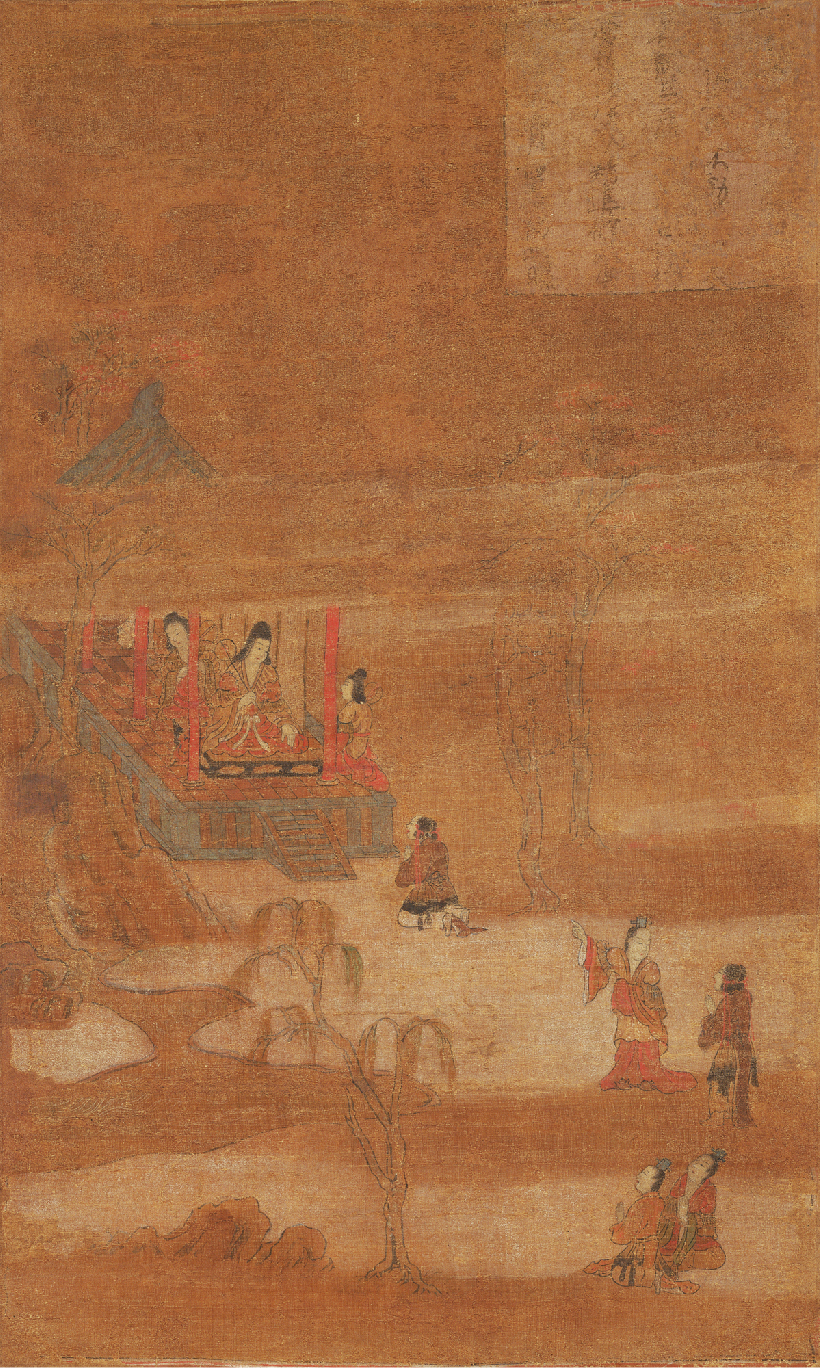
不動優婆夷（華嚴五十五所絵）
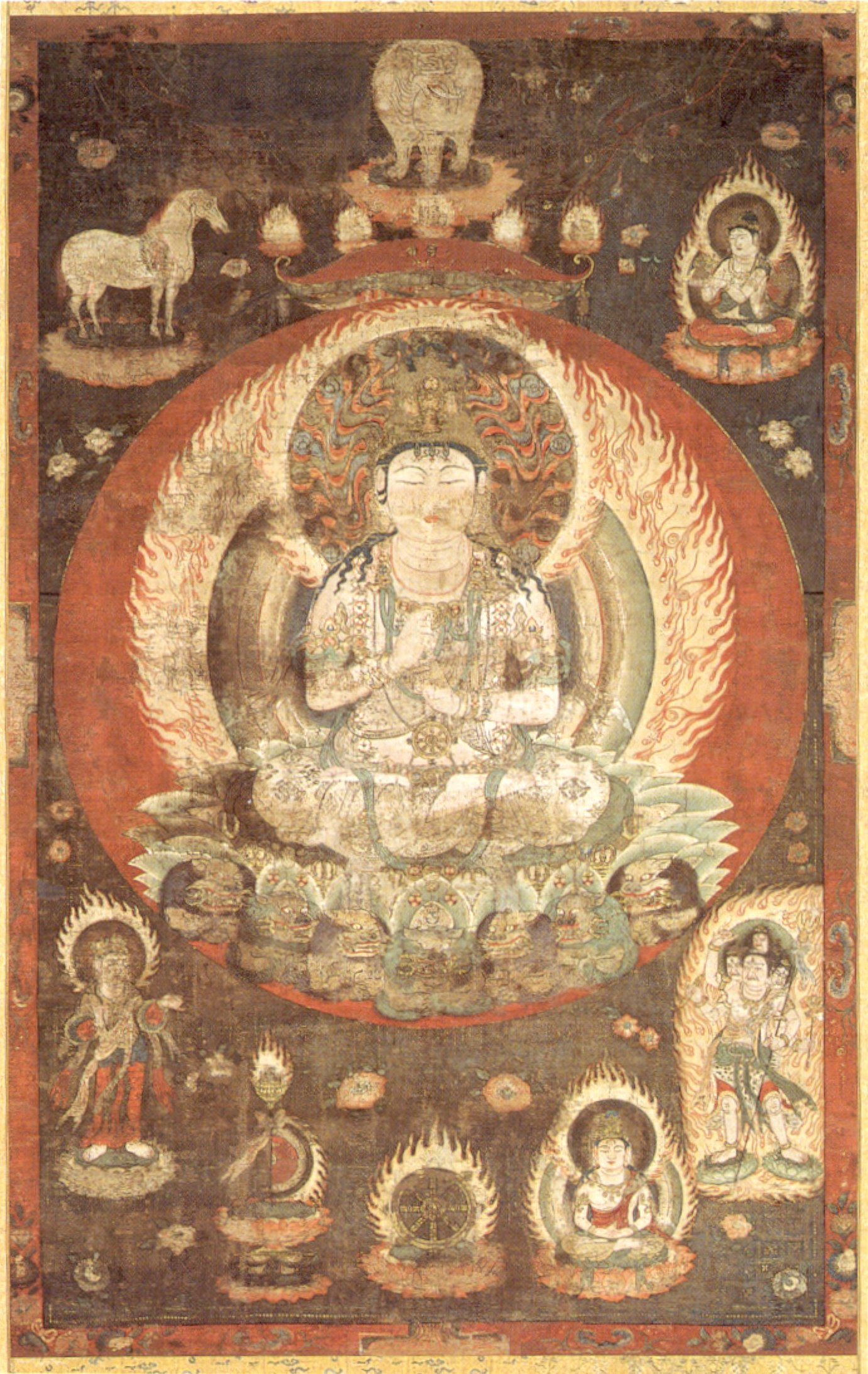
一字金輪曼荼羅
刺繡釋迦如来說法圖
越中国射水郡鳴戶村墾田圖
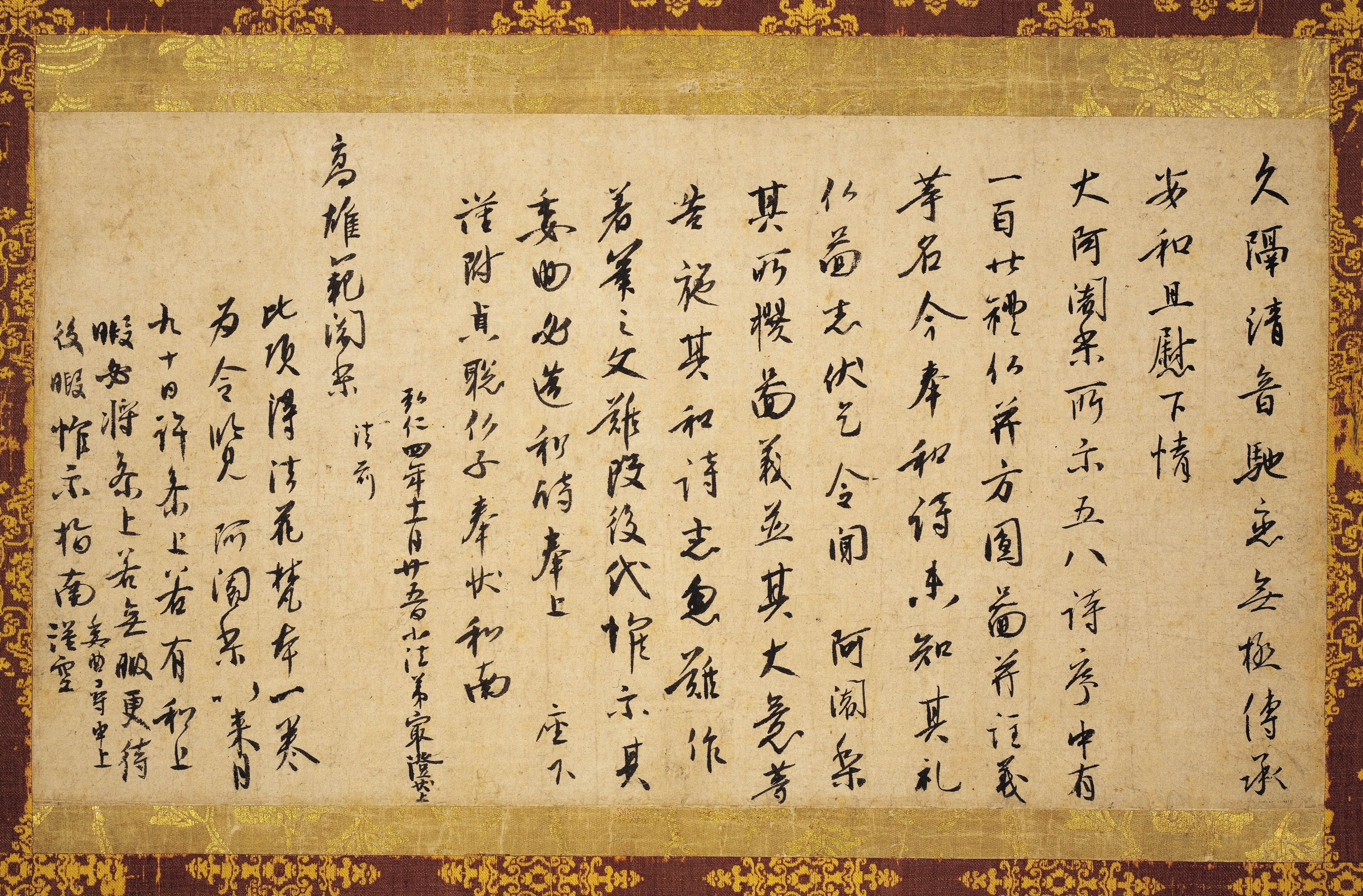
傳教大師筆尺牘（久隔帖）
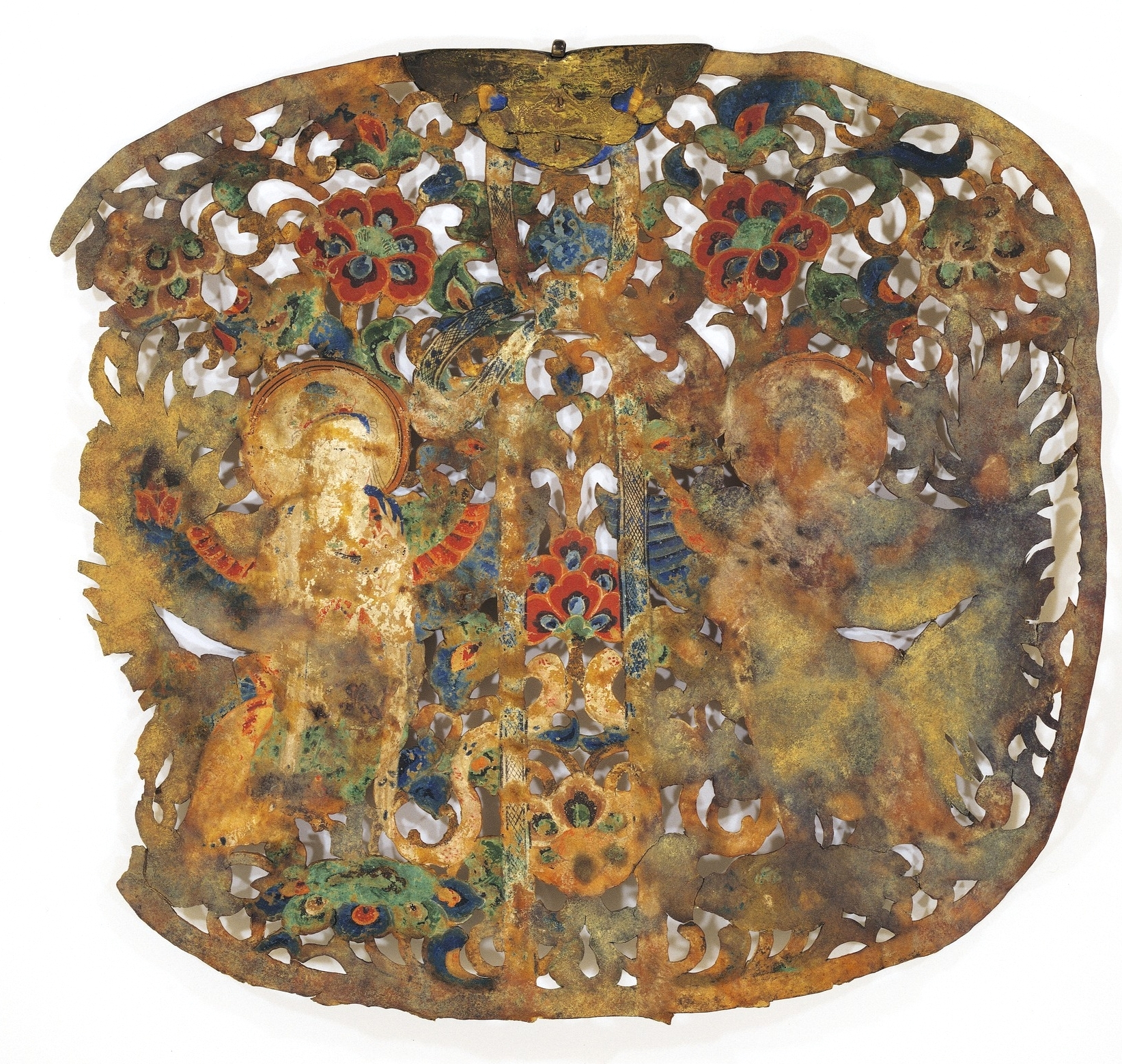
牛皮華鬘
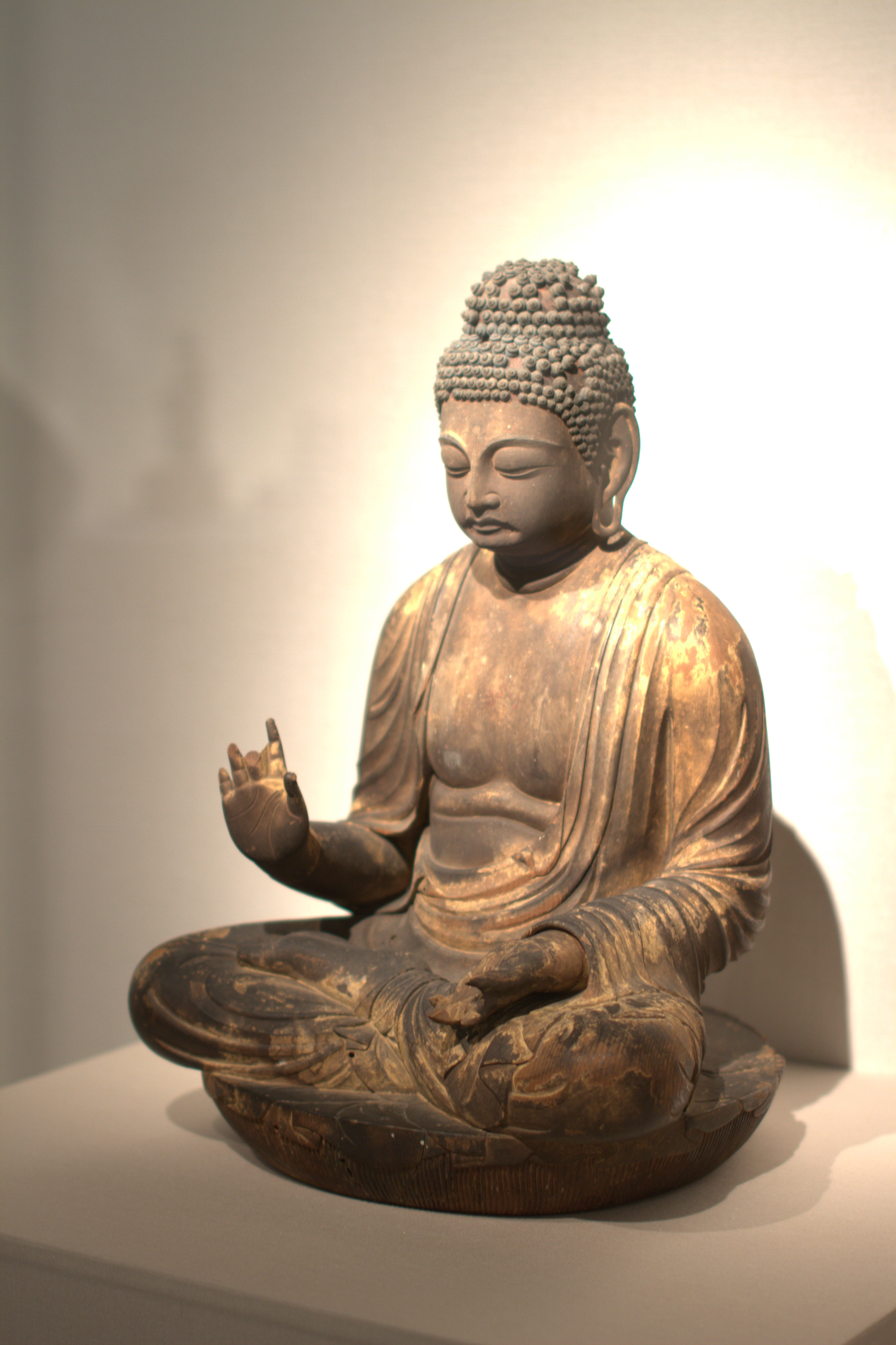
木造藥師如来坐像

## 當地寺院託管物品
- 青蓮院 絹本著色不動明王二童子像（青不動）（國寶）平安時代
- 長谷寺 長谷寺銅板法華説相圖（日语：長谷寺銅板法華説相図）（國寶）奈良時代
- 東大寺 木造釋迦如来坐像（重要文化遺產）鎌倉時代 善円作
- 東大寺 木造持国天・多聞天立像（重要文化遺產）平安時代
- 興福寺 木造法相六祖坐像（國寶）中的兩座佛像（伝・行賀像、伝・神叡像）鎌倉時代
- 岡寺（日语：岡寺） 乾漆義淵僧正坐像（國寶）奈良時代
- 元興寺 木造藥師如来立像（國寶）平安時代
- 秋篠寺 木造（頭部乾漆造）梵天立像・救脱菩薩立像（重要文化遺產）頭部為奈良時代製造、身體部分為鎌倉時代製造
- 神野寺（日语：神野寺 (山添村)） 銅造菩薩半跏像（重要文化遺產）飛鳥至奈良時代
- 金龍寺 木造菩薩立像（重要文化遺產）奈良時代
- 當麻寺 木造宝冠阿弥陀如来坐像（重要文化遺產）平安時代
- 淨瑠璃寺 木造馬頭觀音立像（重要文化遺產）鎌倉時代
- 中宮寺 天壽國繡帳（日语：天寿国繍帳）殘本（國寶）飛鳥時代

## 關內主要建築及設施

### 展館
- 本館（主展覽館）（片山東熊設計、1894年竣工、重要文化遺產）
- 本館附屬館（坂本作品展覽館、1937年竣工）
- 西新館（吉村順三設計、1972年竣工）― 獲得1974年度BCS獎
- 東新館（吉村順三設計、1997年竣工）― 獲得1998年度百大公共建築
- 地下迴廊（1997年竣工）

### 其他
- 佛教美術資料研究中心（関野貞設計、1902年竣工、重要文化遺產）
- 文化遺產保存修理所
- 八窓庵：原為興福寺內的茶寮，1892年整棟移到館內。

## 交通
- 近鐵奈良線的近鐵奈良車站，步行約15分鐘
- 市內巴士環線「国立博物館前」下車

## 註解
1. ↑  813年12月21日
2. ↑  759年12月8日

## 外部連結
- 奈良國立博物館官方網站 （页面存档备份，存于）